# Apogonia insulana
Apogonia insulana är en skalbaggsart som beskrevs av Karsch 1882. Apogonia insulana ingår i släktet Apogonia och familjen Melolonthidae. Inga underarter finns listade i Catalogue of Life.